# Василиос Атанасиу
Василиос Атанасиу (на гръцки: Βασίλειος Αθανασίου) е гръцки революционер, участник в Гръцката война за независимост.

## Биография
Василиос Атанасиу е роден в халкидическото македонско село Сопотник. В 1812 година служи във военните гарнизони в Дунавските княжества. При избухването на въстанието в княжествата под командването на Георгакис Олимпиос участва в битката при Драгашани и битката при манастира Секку, като след поражението успява да се спаси в Русия.
През 1825 г. той участва като капитан от кавалерията в сраженията в Централна Гърция под командването на полковник Шарл Фавие. През 1826 се присъединява към четата на епиреца Хаджимихалис Далянис, който участва в кампанията на Георгиос Караискакис. Атанасиу взима участие в битките при Арахова, Думврена, Туркохори и Дистомо. Отличава се в сраженията при Атина срещу Мехмед Кютахи паша, където подпомага Йоанис Макриянис.
През 1828 година конната чета на Делиянис се прехвърля на Крит и Атанасиу участва в битката при Франгокастело. След гибелта на Делиянис при Франгокастело Критският съвет призовава Атанасиу да формира нова конна чета. До 1830 г. четата на Атанасиу успява да затвори османците в крепостите по острова.
След създаването на гръцката държава в 1833 година, която не включва Крит, Атанасиу пристигна в Пелопонес. Там, с подкрепата на кума си Макриянис е назначен за жандармерията с чин на кавалерийски полковник. Служи в жандармерията и е отличен за честността му и за приноса му към справяне с грабежите в Централна Гърция. Прехвърлен е в Кралската почетна фаланга. Гръцката държава му отпуска земя във Фтиотида. Последните си години прекарва в Ламия, където заедно с Макриянис планира въстание в Македония. Атанасиу умира през 1839 г., оставяйки 3 непълнолетни деца.
Атанасиу е ранен три пъти при Домврена, Атина и Франгокастело. Общо участва в 25 битки. Макриянис пише в спомените си:
| „ | Заклех (за освобождението на Македония) и Василис Атанасиу. Беше кавалерийски капитан на Крит и пристигна в Аргос и се отличи. Беше македонец... Много смел и честен човек. | “ |